# Garra
Garra is een geslacht van straalvinnigen uit de familie echte karpers. Verschillende soorten worden wel als algeneters gehouden in aquaria.  

## Soorten
- Garra aethiopica (Pellegrin, 1927)
- Garra abhoyai Hora, 1921
- Garra allostoma T. R. Roberts, 1990
- Garra annandalei Hora, 1921
- Garra apogon (Norman, 1925)
- Garra arupi Nebeshwar, Vishwanath & D. N. Das, 2009
- Garra barreimiae Fowler & Steinitz, 1956
  - Garra barreimiae barreimiae Fowler & Steinitz, 1956
  - Garra barreimiae shawkahensis Banister & M. A. Clarke, 1977
- Garra bibarbatus (V. H. Nguyễn, 2001)
- Garra bicornuta Narayan Rao, 1920
- Garra bisangularis Z. M. Chen, X. Y. Wu & H. Xiao, 2010
- Garra bispinosa E. Zhang, 2005
- Garra blanfordii (Boulenger, 1901)
- Garra borneensis (Vaillant, 1902)
- Garra bourreti (Pellegrin, 1928)
- Garra buettikeri Krupp, 1983
- Garra cambodgiensis (Tirant, 1883)
- Garra caudofasciatus (Pellegrin & Chevey, 1936)
- Garra ceylonensis Bleeker, 1863
- Garra chebera Habteselassie, Mikschi, Ahnelt & Waidbacher, 2010
- Garra compressus Kosygin & Vishwanath, 1998
- Garra congoensis Poll, 1959
- Garra cryptonemus (G. H. Cui & Z. Y. Li, 1984)
- Garra cyclostomata Đ. Y. Mai, 1978
- Garra cyrano Kottelat, 2000
- Garra dembecha Getahun & Stiassny, 2007
- Garra dembeensis (Rüppell, 1835)
- Garra dulongensis (Z. M. Chen, X. F. Pan, D. P. Kong & J. X. Yang, 2006) (de beschrijving uit 2006 is verbeterd in 2012[1])
- Garra dunsirei Banister, 1987
- Garra duobarbis Getahun & Stiassny, 2007
- Garra elongata Vishwanath & Kosygin, 2000
- Garra emarginata Kurup & Radhakrishnan, 2011[2]
- Garra ethelwynnae Menon, 1958
- Garra fasciacauda Fowler, 1937
- Garra findolabium F. L. Li, W. Zhou & Q. Fu, 2008
- Garra fisheri (Fowler, 1937)
- Garra flavatra S. O. Kullander & F. Fang, 2004
- Garra fuliginosa Fowler, 1934
- Garra geba Getahun & Stiassny, 2007
- Garra ghorensis Krupp, 1982
- Garra gotyla (J. E. Gray, 1830)
- Garra gotyla gotyla (J. E. Gray, 1830)
- Garra gotyla stenorhynchus Jerdon, 1849
- Garra gracilis (Pellegrin & Chevey, 1936)
- Garra gravelyi (Annandale, 1919)
- Garra hainanensis Y. R. Chen & C. Y. Zheng, 1983
- Garra hindii (Boulenger, 1905)
- Garra hughi Silas, 1955
- Garra ignestii (Gianferrari, 1925)
- Garra imbarbatus (V. H. Nguyễn, 2001)
- Garra imberba Garman, 1912
- Garra imberbis (Vinciguerra, 1890)
- Garra kalakadensis Rema Devi, 1993
- Garra kalpangi Nebeshwar, Bagra & D. N. Das, 2012[3]
- Garra kempi Hora, 1921
- Garra laichowensis V. H. Nguyễn & L. H. Doan, 1969
- Garra lamta (F. Hamilton, 1822)
- Garra lancrenonensis Blache & Miton, 1960
- Garra lautior Banister, 1987
- Garra lissorhynchus (McClelland, 1842)
- Garra litanensis Vishwanath, 1993
- Garra longipinnis Banister & M. A. Clarke, 1977
- Garra makiensis (Boulenger, 1904)
- Garra mamshuqa Krupp, 1983
- Garra manipurensis Vishwanath & Sarojnalini, 1988
- Garra mcclellandi (Jerdon, 1849)
- Garra menoni Rema Devi & Indra, 1984
- Garra micropulvinus W. Zhou, X. F. Pan & Kottelat, 2005
- Garra mirofrontis X. L. Chu & G. H. Cui, 1987
- Garra mlapparaensis Kurup & Radhakrishnan, 2011[2]
- Garra mullya (Sykes, 1839)
- Garra naganensis Hora, 1921
- Garra nambulica Vishwanath & Joyshree, 2005
- Garra namyaensis Shangningam & Vishwanath, 2012[4]
- Garra nasuta (McClelland, 1838)
- Garra nigricollis S. O. Kullander & F. Fang, 2004
- Garra notata (Blyth, 1860)
- Garra nujiangensis Z. M. Chen, S. Zhao & J. X. Yang, 2009
- Garra orientalis Nichols, 1925
- Garra ornata (Nichols & Griscom, 1917)
- Garra paralissorhynchus Vishwanath & Shanta Devi, 2005
- Garra periyarensis Gopi, 2001
- Garra persica L. S. Berg, 1914
- Garra phillipsi Deraniyagala, 1933
- Garra poecilura S. O. Kullander & F. Fang, 2004
- Garra poilanei Petit & T. L. Tchang, 1933
- Garra propulvinus S. O. Kullander & F. Fang, 2004
- Garra qiaojiensis H. W. Wu & Yao, 1977
- Garra quadrimaculata (Rüppell, 1835)
- Garra rakhinica S. O. Kullander & F. Fang, 2004
- Garra regressus Getahun & Stiassny, 2007
- Garra robustus (E. Zhang, S. P. He & Yi-Yu Chen, 2002)
- Garra rossica (A. M. Nikolskii, 1900)
- Garra rotundinasus E. Zhang, 2006
- Garra rufa (Heckel, 1843)
- Garra rupecula (McClelland, 1839)
- Garra sahilia Krupp, 1983
  - Garra sahilia gharbia Krupp, 1983
  - Garra sahilia sahilia Krupp, 1983
- Garra salweenica Hora & Mukerji, 1934
- Garra simbalbaraensis Rath, Shanhingam & Kosygin, 2019
- Garra smarti Krupp & Budd, 2009
- Garra spilota S. O. Kullander & F. Fang, 2004
- Garra surendranathanii Shaji, Arun & Easa, 1996
- Garra tana Getahun & Stiassny, 2007
- Garra tengchongensis E. Zhang & Yi-Yu Chen, 2002
- Garra theunensis Kottelat, 1998
- Garra trewavasai Monod, 1950
- Garra variabilis (Heckel, 1843)
- Garra vittatula S. O. Kullander & F. Fang, 2004
- Garra wanae (Regan, 1914)
- Garra waterloti (Pellegrin, 1935)
- Garra yiliangensis H. W. Wu & Q. Z. Chen, 1977